# Yarsu
Đại pháp quan Bay là một nhân vật quyền lực quan trọng đến từ châu Á của Ai Cập cổ đại. Ông vận động tới nổi lên đến sang trọng và quyền lực dưới triều vua Seti II và sau trở thành người có thế lực đứng đầu trong sự kết thúc Vương triều thứ 19. Ông còn có tên Irsu, Yarsu, Arsu hay Iarsu, kể ra trong Harris Papyrus lớn. Ông đã bị Setnakhte giết chết rồi sáng lập Vương triều thứ 20. Ông được chôn ở KV13, Thung lũng các vị vua.